# Wertpapierdienstleistungsunternehmen
Wertpapierdienstleistungsunternehmen (Abkürzungen: WpDU oder WPDLU) sind gemäß § 2 Abs. 10 WpHG Kreditinstitute, Finanzdienstleistungsinstitute und nach § 53 Abs. 1 Satz 1 KWG tätige Unternehmen, die Wertpapierdienstleistungen allein oder zusammen mit Wertpapiernebendienstleistungen gewerbsmäßig oder in einem Umfang erbringen, der einen in kaufmännischer Weise eingerichteten Geschäftsbetrieb erfordert.

## Allgemeines
Der Begriff des Wertpapierdienstleistungsunternehmens ist nicht zu verwechseln mit dem des in § 1 Abs. 3d Satz 4 KWG definierten Wertpapierhandelsunternehmens. Bei Wertpapierhandelsunternehmen handelt es sich um Institute, die keine Einlagenkreditinstitute sind, gleichwohl aber der Aufsicht der Bundesanstalt für Finanzdienstleistungsaufsicht (BaFin) unterworfen werden. Der im KWG verwendete Begriff der Wertpapierhandelsunternehmen wird also benutzt, um – vereinfachend ausgedrückt – Unternehmen, die lediglich mit Wertpapieren handeln, aufsichtsrechtlich von solchen Unternehmen zu unterscheiden, die umfassend Bankgeschäfte betreiben, insbesondere also Einlagen (z. B. Spar- oder Termingeldeinlagen) entgegennehmen.
Unternehmen nach § 2 Abs. 1 Nr. 1 bis 3 und Abs. 6 Nr. 1 bis 3 KWG sind keine Wertpapierdienstleistungsunternehmen (§ 2 Abs. 10 WpHG).

## Rechtsfragen
Wertpapierdienstleistungsunternehmen im Sinne des Wertpapierhandelsgesetzes (WpHG) sind hingegen – unabhängig von ihrer aufsichtsrechtlichen Klassifizierung – alle Institutionen, die berechtigt sind, Wertpapierdienstleistungen zu erbringen, also auch Einlagenkreditinstitute. Die sich aus dem WpHG und aus anderen gesetzlichen Vorschriften ergebenden Pflichten für Wertpapierdienstleistungsunternehmen gelten mithin gleichermaßen für Wertpapierhandelsunternehmen wie für Einlagenkreditinstitute im Sinne der Definitionen im KWG.
Wertpapierdienstleistungen im Sinne dieses Gesetzes sind nach § 2 Abs. 8 WpHG u. a.
1. die Anschaffung und die Veräußerung von Finanzinstrumenten im eigenen Namen für fremde Rechnung,
2. die Anschaffung und die Veräußerung von Finanzinstrumenten im Wege des Eigenhandels für andere,
3. die Anschaffung und die Veräußerung von Finanzinstrumenten im fremden Namen für fremde Rechnung,
4. die Vermittlung oder der Nachweis von Geschäften über die Anschaffung und die Veräußerung von Finanzinstrumenten,
5. die Übernahme von Finanzinstrumenten für eigenes Risiko zur Platzierung oder die Übernahme gleichwertiger Garantien,
6. die Verwaltung einzelner in Finanzinstrumenten angelegter Vermögen für andere mit Entscheidungsspielraum.

Wertpapiernebendienstleistungen im Sinne dieses Gesetzes sind nach § 2 Abs. 9 WpHG u. a.
1. die Verwahrung und die Verwaltung von Wertpapieren für andere, sofern nicht das Depotgesetz anzuwenden ist,
2. die Gewährung von Krediten oder Darlehen an andere für die Durchführung von Wertpapierdienstleistungen durch das Unternehmen, das den Kredit oder das Darlehen gewährt hat,
3. die Beratung bei der Anlage in Finanzinstrumenten.

Wesentliche Pflichten eines Finanzinstrumente anbietenden Wertpapierdienstleistungsunternehmens gegenüber seinen Kunden sind in der Verordnung zur Konkretisierung der Verhaltensregeln und Organisationsanforderungen für Wertpapierdienstleistungsunternehmen (WpDVerOV) geregelt (siehe hierzu auch Finanzmarktrichtlinie-Umsetzungsgesetz). Nach § 2 Abs. 1 WpDVerOV müssen Wertpapierdienstleistungsunternehmen die notwendigen organisatorischen Vorkehrungen treffen, insbesondere Grundsätze aufstellen, Verfahren einrichten und Maßnahmen ergreifen, um Kunden nach § 67 WpHG einzustufen (Risikoklasse) und die Einstufung professioneller Kunden aus begründetem Anlass überprüfen zu können. Die Behandlung von Zuwendungen ist in § 6 f. WpDVerOV geregelt.

## Aufgaben
Wertpapierdienstleistungsunternehmen sind gemäß § 63 Abs. 1 WpHG verpflichtet, Wertpapierdienstleistungen und Wertpapiernebendienstleistungen ehrlich, redlich und professionell im bestmöglichen Interesse ihrer Kunden zu erbringen. Ein Wertpapierdienstleistungsunternehmen muss die von ihm angebotenen oder empfohlenen Finanzinstrumente verstehen (§ 63 Abs. 2 WpHG), alle Kundeninformationen müssen redlich und eindeutig sein und dürfen nicht irreführen (§ 63 Abs. 6 WpHG). Erbringen sie Anlageberatung, müssen sie nach § 64 Abs. 4 WpHG dem Privatanleger auf einem dauerhaften Datenträger vor Vertragsschluss eine Geeignetheitserklärung über die Geeignetheit der Empfehlung zur Verfügung stellen. Die Geeignetheitserklärung muss die erbrachte Beratung nennen sowie erläutern, wie sie auf die Präferenzen, Anlageziele und die sonstigen Merkmale des Kunden abgestimmt wurde.
Wertpapierdienstleistungsunternehmen müssen gemäß § 80 WpHG die organisatorischen Pflichten nach § 25a Abs. 1 KWG und § 25e KWG einhalten. § 87 Abs. 1 WpHG verlangt von Wertpapierdienstleistungsunternehmen, dass sie in der Anlageberatung nur sachkundige und zuverlässige Mitarbeiter beschäftigen, das gilt auch im Vertrieb und in der Finanzportfolioverwaltung. In § 89 WpHG ist die Rechtsgrundlage für die Wirtschaftsprüfung der Wertpapierdienstleistungsunternehmen gelegt, deren Ausführungsbestimmungen in der Verordnung über die Prüfung der Wertpapierdienstleistungsunternehmen (WpDPV) enthalten sind. Gemäß § 6 WpDPV umfasst die Prüfung der Wertpapierdienstleistungsunternehmen durch Wirtschaftsprüfer die Einhaltung der in § 89 Abs. 1 Satz 1 und 2 WpHG genannten Anforderungen in allen Teilbereichen der Wertpapierdienstleistungen und Wertpapiernebendienstleistungen.

## International
In Österreich sind die Wertpapierdienstleistungsunternehmen in § 4 WAG geregelt.